# Port lotniczy Sarajewo
Port lotniczy Sarajewo (bośn. Međunarodni aerodrom Sarajevo, chorw. Međunarodna zračna luka Sarajevo, serb. Међународни аеродром Сарајево, kod IATA: SJJ, kod ICAO: LQSA) – międzynarodowy port lotniczy położony 6,1 kilometrów na południowy zachód od centrum Sarajewa. Jest największym portem lotniczym w Bośni i Hercegowinie.

## Historia
Transport lotniczy na obszarze Sarajewa rozpoczął się jeszcze przed II wojną światową. W 1930 uruchomiono pierwsze połączenie na trasie Belgrad–Sarajewo–Podgorica, a do obsługi linii wykorzystywano mniejsze samoloty pasażerskie. W tym okresie korzystano z wojskowego lotniska w Rajlovcu, a działalność cywilną prowadziło belgradzkie towarzystwo lotnicze Aeroput, używając francuskich samolotów Potez 29.
Wybuch II wojny światowej spowodował całkowite wstrzymanie cywilnych lotów na terytorium Królestwa Jugosławii. Po jej zakończeniu, od 1947, ponownie uruchomiono regularny transport lotniczy, a połączenia między Sarajewem, Belgradem i Zagrzebiem przejęła jugosłowiańsko-radziecka firma JUSTA, korzystając z lotniska w Butmirze. Firma ta zakończyła działalność po roku, w wyniku napięć politycznych z ZSRR, a na jej miejscu powstała krajowa firma Jugoslovenski Aerotransport (JAT), która używała samolotów DC-3. Samoloty te były w użyciu przez kolejne 22 lata.
W związku z rosnącymi potrzebami i wprowadzeniem nowych typów odrzutowców, które wymagały twardych betonowych nawierzchni na pasach manewrowych, rozpoczęto realizację projektu budowy nowego lotniska w Sarajewie. Po wielu analizach i badaniach wybrano lokalizację na polu sarajewskim, w pobliżu istniejącego lotniska Butmir. Budowa rozpoczęła się pod koniec 1965 i trwała nieco ponad trzy lata. Nowe lotnisko obejmowało asfaltowy pas startowy, drogi kołowania, platformę, terminal oraz wieżę kontrolną. Zainstalowano również odpowiednie wyposażenie radionawigacyjne, umożliwiające obsługę wszystkich typów samolotów, w tym loty nocne i przy trudnych warunkach meteorologicznych. Lotnisko, oficjalnie nazwane Lotniskiem Sarajewo-Ilidża, zostało otwarte 2 czerwca 1969 i tym samym uruchamiając cywilny ruch lotniczy.
W związku z kandydaturą Sarajewa na organizatora Zimowych Igrzysk Olimpijskich 1984, pojawiła się potrzeba zwiększenia przepustowości lotniska. Zrealizowano projekt wydłużenia pasa startowego o 150 metrów, budowy nowej równoległej drogi kołowania, nowego terminalu i budynku służby kontroli lotów z nową wieżą kontrolną. Zainstalowano również nowy sprzęt radionawigacyjny, co pozwoliło na zmniejszenie minimalnych wymagań operacyjnych i zwiększenie częstotliwości lądowań i startów. Wszystkie te zmiany zostały wprowadzone przed rozpoczęciem igrzysk, co pozwoliło lotnisku obsługiwać większy ruch, w tym pierwsze lądowania dużych samolotów międzykontynentalnych.
W okresie wojny w Bośni i Hercegowinie, w 1992 lotnisko zostało zajęte przez Jugosłowiańską Armię Ludową, a później przez serbskie jednostki paramilitarne. Wszystkie loty cywilne zostały wstrzymane, a lotnisko było wykorzystywane wyłącznie do celów wojskowych i humanitarnych. Jeszcze w tym samym roku siły ONZ utworzyły most powietrzny, który zapewniał wsparcie miastu. W latach 1992–1995 wykonano około 13 000 lotów, dostarczając 160 tysięcy ton pomocy humanitarnej.

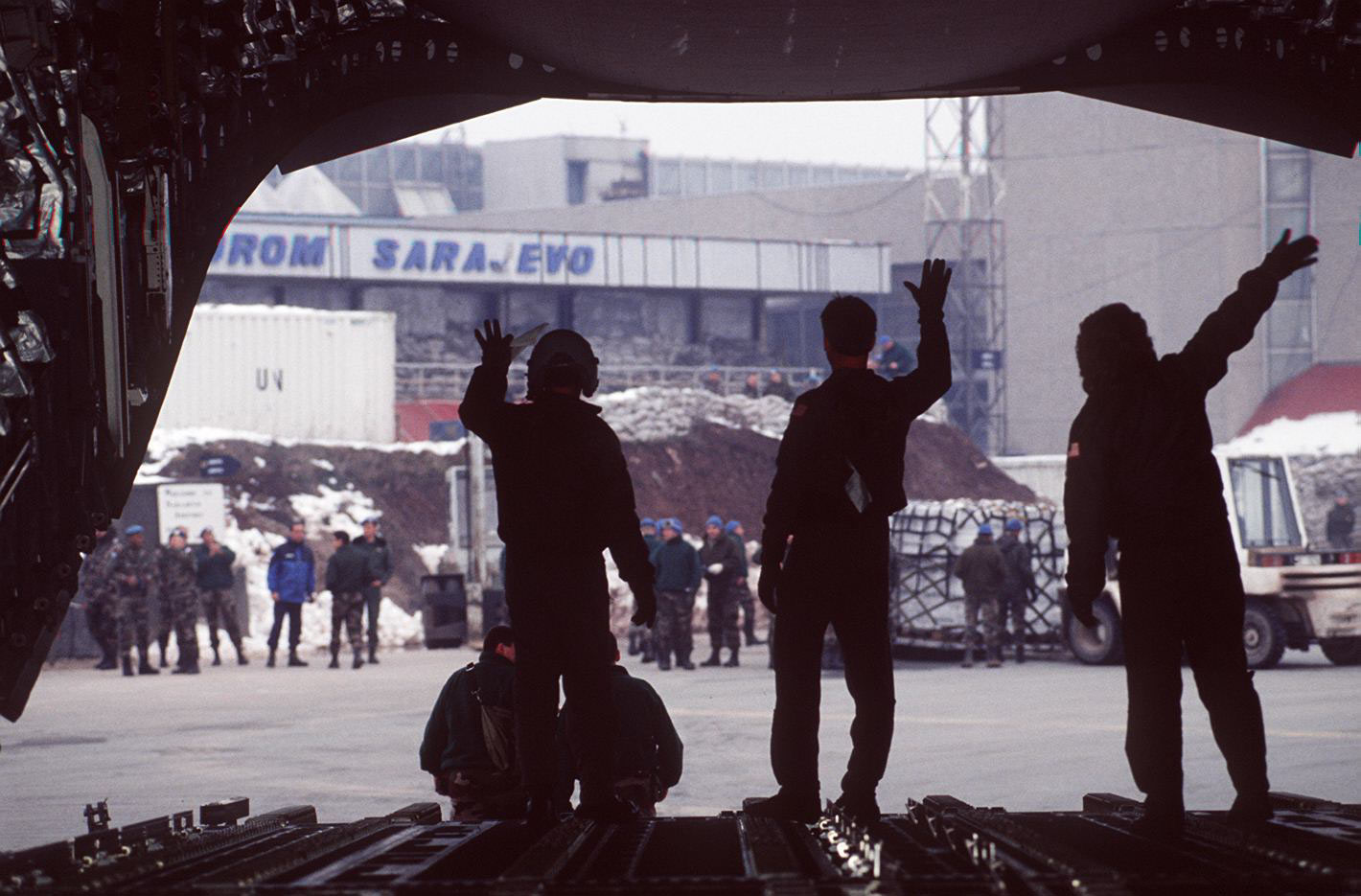
Siły ONZ na lotnisku w Sarajewie ze wsparciem humanitarnym w czasie wojny

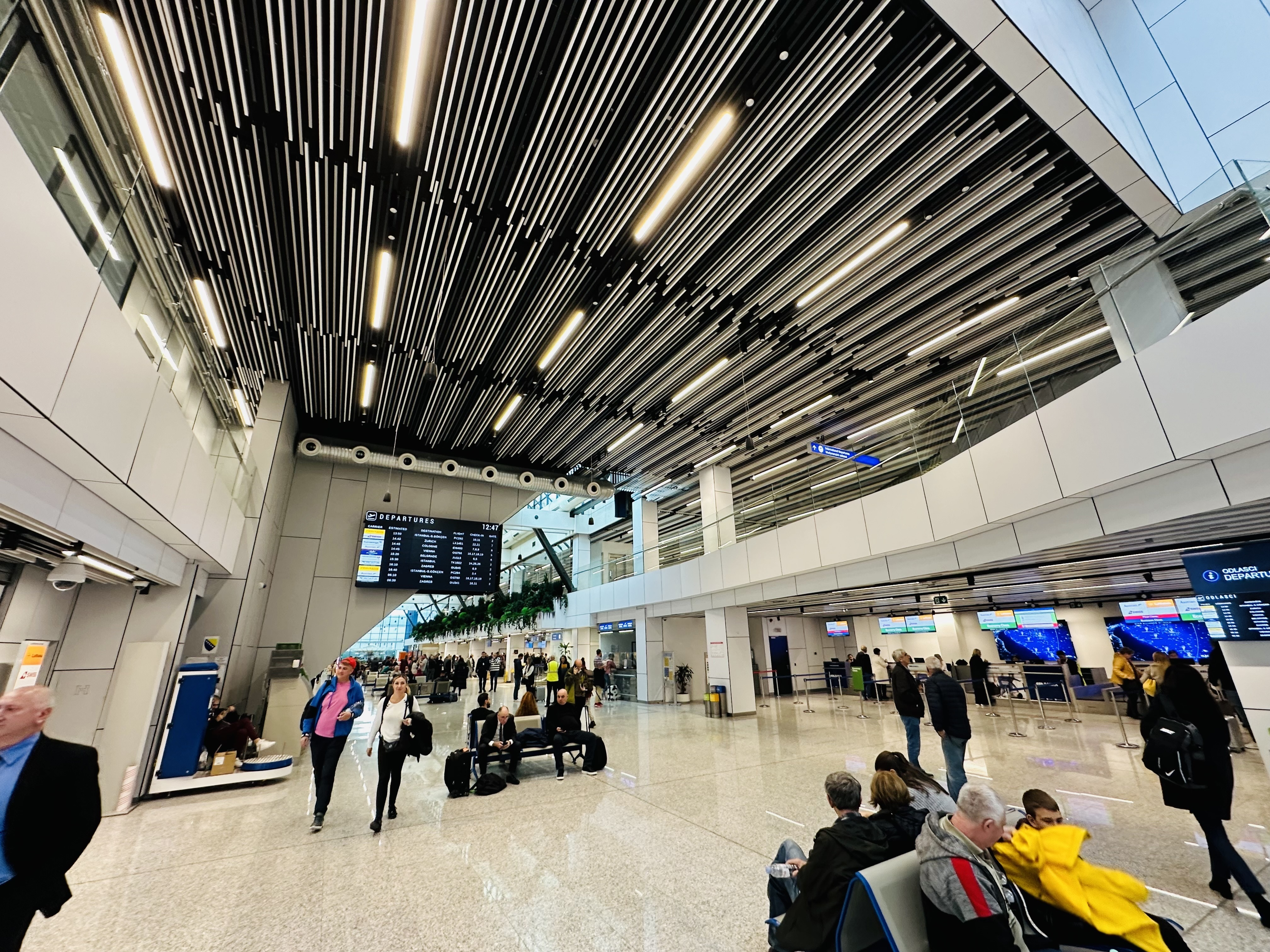
Wnętrze terminala w 2024

Po zakończeniu wojny lotnisko zostało ponownie otwarte dla ruchu cywilnego. Croatia Airlines i Top Air uruchomiły połączenia między Sarajewem a Zagrzebiem oraz Stambułem. Do końca 1996 lotnisko było jedynym funkcjonującym lotniskiem cywilnym w Bośni i Hercegowinie. W kolejnych latach przeprowadzono renowację infrastruktury lotniska, w tym modernizację terminalu w 2001.

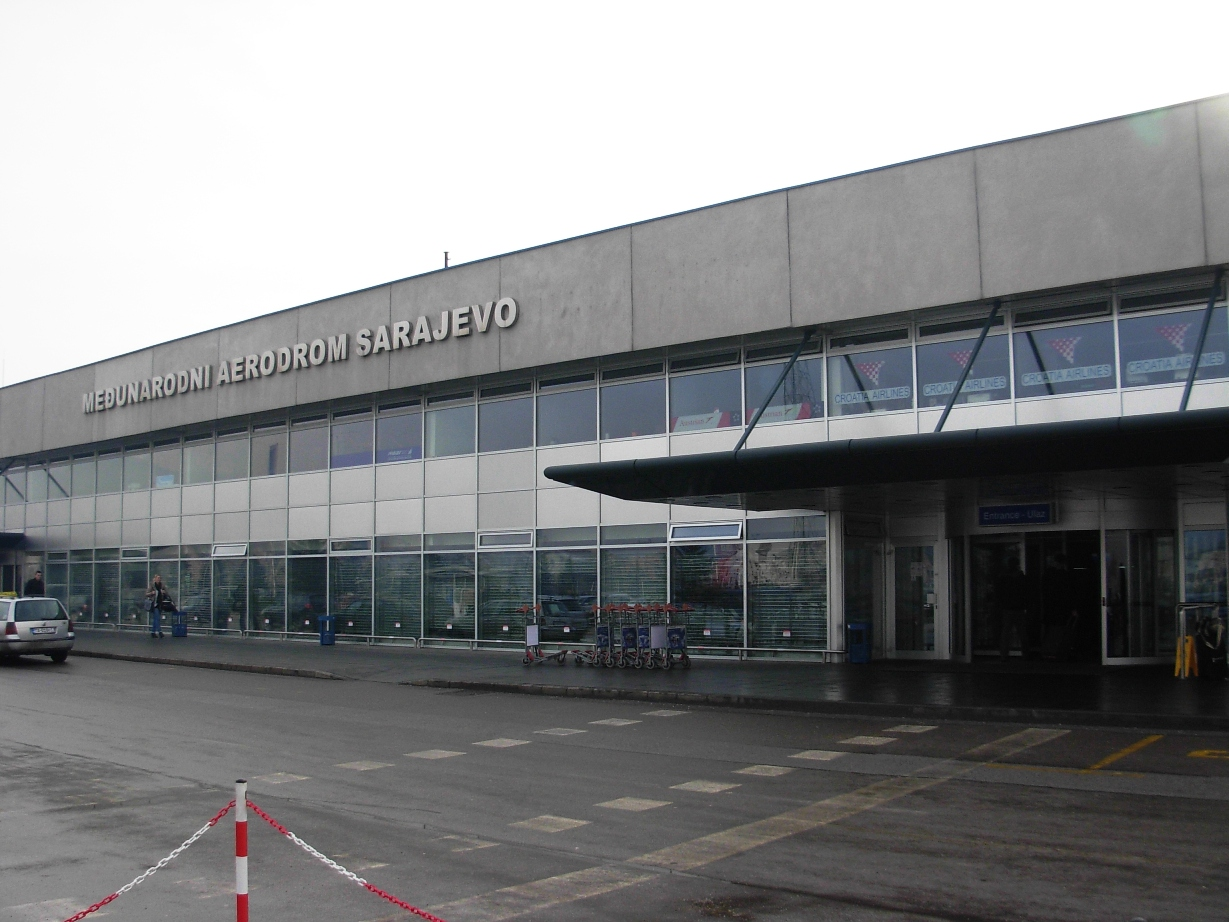
Stary budynek terminala pasażerskiego

## Linie lotnicze i połączenia
Według stanu na listopad 2024 port lotniczy w Sarajewie obsługiwany jest przez 22 linie lotnicze, które oferują bezpośrednie połączenia do 27 portów lotniczych w 18 krajach Europy i Bliskiego Wschodu:
| Linia lotnicza        | Kierunek |
| --------------------- | --- |
| Aegean Airlines       | 1. Ateny 2. Skopje |
| Air Arabia            | Sezonowo: 1. Szardża |
| Air Cairo             | Sezonowe czartery: 1. Hurghada |
| Air Serbia            | 1. Belgrad |
| AJet                  | 1. Stambuł-Sabiha Gökçen Sezonowo: 1. Antalya 2. Bodrum                                                                                      |
| Austrian Airlines     | 1. Wiedeń |
| Croatia Airlines      | 1. Zagrzeb |
| Eurowings             | 1. Kolonia/Bonn 2. Stuttgart |
| flyadeal              | Sezonowo: 1. Dżudda 2. Rijad |
| Flydubai              | 1. Dubaj |
| Flynas                | Sezonowo: 1. Dżudda 2. Rijad Sezonowe czartery: 1. Medyna                                                                                    |
| Freebird Airlines     | Sezonowe czartery: 1. Antalya 2. Bodrum |
| Gulf Air              | Sezonowe czartery: 1. Bahrajn |
| Jazeera Airways       | Sezonowo: 1. Kuwejt |
| Jordan Aviation       | Czartery: 1. Amman |
| Kuwait Airways        | Sezonowo: 1. Kuwejt |
| LOT                   | 1. Warszawa-Chopin |
| Lufthansa             | 1. Frankfurt |
| Norwegian Air Shuttle | Sezonowo: 1. Oslo-Gardermoen 2. Sztokholm-Arlanda                                                                                            |
| Nouvelair             | Sezonowe czartery: 1. Monastyr |
| Pegasus Airlines      | 1. Antalya 2. Stambuł-Sabiha Gökçen |
| Qatar Airways         | Sezonowo: 1. Doha |
| Ryanair               | 1. Bergamo 2. Bruksela-Charleroi 3. Göteborg 4. Londyn-Stansted 5. Memmingen 6. Sztokholm-Arlanda (od 1 kwietnia 2025) Sezonowo: 1. Saloniki |
| SAS                   | Sezonowo: 1. Kopenhaga |
| SunExpress            | 1. Antalya 2. Izmir (od 21 kwietnia 2024) |
| Swiss                 | 1. Zurych |
| Tailwind Airlines     | Sezonowe czartery: 1. Antalya |
| TUI Airways           | Sezonowo: 1. Londyn-Gatwick |
| Turkish Airlines      | 1. Stambuł |
| Wizz Air              | 1. Londyn-Luton 2. Rzym-Fiumicino Sezonowo: 1. Abu Zabi                                                                                      |

## Statystyki ruchu

### Tabela ruchu
| Rok    | Liczba obsłużonych pasażerów | Zmiana (r/r) | Liczba operacji lotniczych | Zmiana (r/r) |
| ------ | ---------------------------- | ------------ | -------------------------- | ------------ |
| 2001   | 323 499                      |              | 6 889                      |              |
| 2002   | 310 126                      | -4,1%        | 7 403                      | 7,5%         |
| 2003   | 364 512                      | 17,5%        | 9 878                      | 33,4%        |
| 2004   | 399 607                      | 9,6%         | 9 982                      | 1,1%         |
| 2005   | 433 222                      | 8,4%         | 11 309                     | 13,3%        |
| 2006   | 455 626                      | 5,2%         | 13 433                     | 18,8%        |
| 2007   | 496 756                      | 9,0%         | 13 891                     | 3,4%         |
| 2008   | 510 396                      | 2,7%         | 13 599                     | -2,1%        |
| 2009   | 533 915                      | 4,6%         | 13 824                     | 1,7%         |
| 2010   | 563 266                      | 5,5%         | 13 347                     | -3,5%        |
| 2011   | 599 978                      | 6,5%         | 11 633                     | -12,8%       |
| 2012   | 580 058                      | -3,3%        | 10 635                     | -8,6%        |
| 2013   | 665 638                      | 14,8%        | 11 026                     | 3,7%         |
| 2014   | 709 901                      | 6,6%         | 12 074                     | 9,5%         |
| 2015   | 772 904                      | 8,9%         | 11 107                     | -8,0%        |
| 2016   | 838 966                      | 8,5%         | 11 399                     | 2,6%         |
| 2017   | 957 969                      | 14,2%        | 12 773                     | 12,1%        |
| 2018   | 1 045 417                    | 9,1%         | 13 433                     | 5,2%         |
| 2019   | 1 143 680                    | 9,4%         | 13 671                     | 1,8%         |
| 2020   | 249 642                      | -78,2%       | 5 896                      | -56,9%       |
| 2021   | 767 134                      | 207,3%       | 11 467                     | 94,5%        |
| 2022   | 1 377 348                    | 79,5%        | 15 451                     | 34,7%        |
| 2023   | 1 362 007                    | -1,1%        | 13 899                     | -10,0%       |
| 2024   | 1 587 583                    | 16,6%        | 14 535                     | 4,6%         |
| Źródło |                              |              |                            |              |